# Rudolf Laun
Rudolf Franz Anton Laun (auch: von Laun, * 1. Januar 1882 in Prag, Österreich-Ungarn; † 20. Januar 1975 in Ahrensburg) war ein österreichisch-deutscher Völkerrechtler, Rechtsphilosoph und Pazifist. Seit 1919 an der Universität Hamburg lehrend, wurde er mehrmals zum Rektor gewählt. Im Nebenamt war er außerdem Richter am Hamburgischen Oberverwaltungsgericht und Präsident des Staatsgerichtshofs der Freien Hansestadt Bremen.

## Leben
Der Sohn des k.u.k. Obersten Anton von Laun besuchte Gymnasien in Pilsen, Prag und Görz und studierte anschließend ab 1901 an der Universität Wien Rechts- und Staatswissenschaften sowie Philosophie. Nach Promotion (1906) und Habilitation (1908) war Laun zunächst im österreichischen Handelsministerium beschäftigt und lehrte nebenher als Privatdozent an der Wiener Universität, die ihn 1911 zum außerordentlichen Professor für Verwaltungsrecht und Verwaltungslehre ernannte.

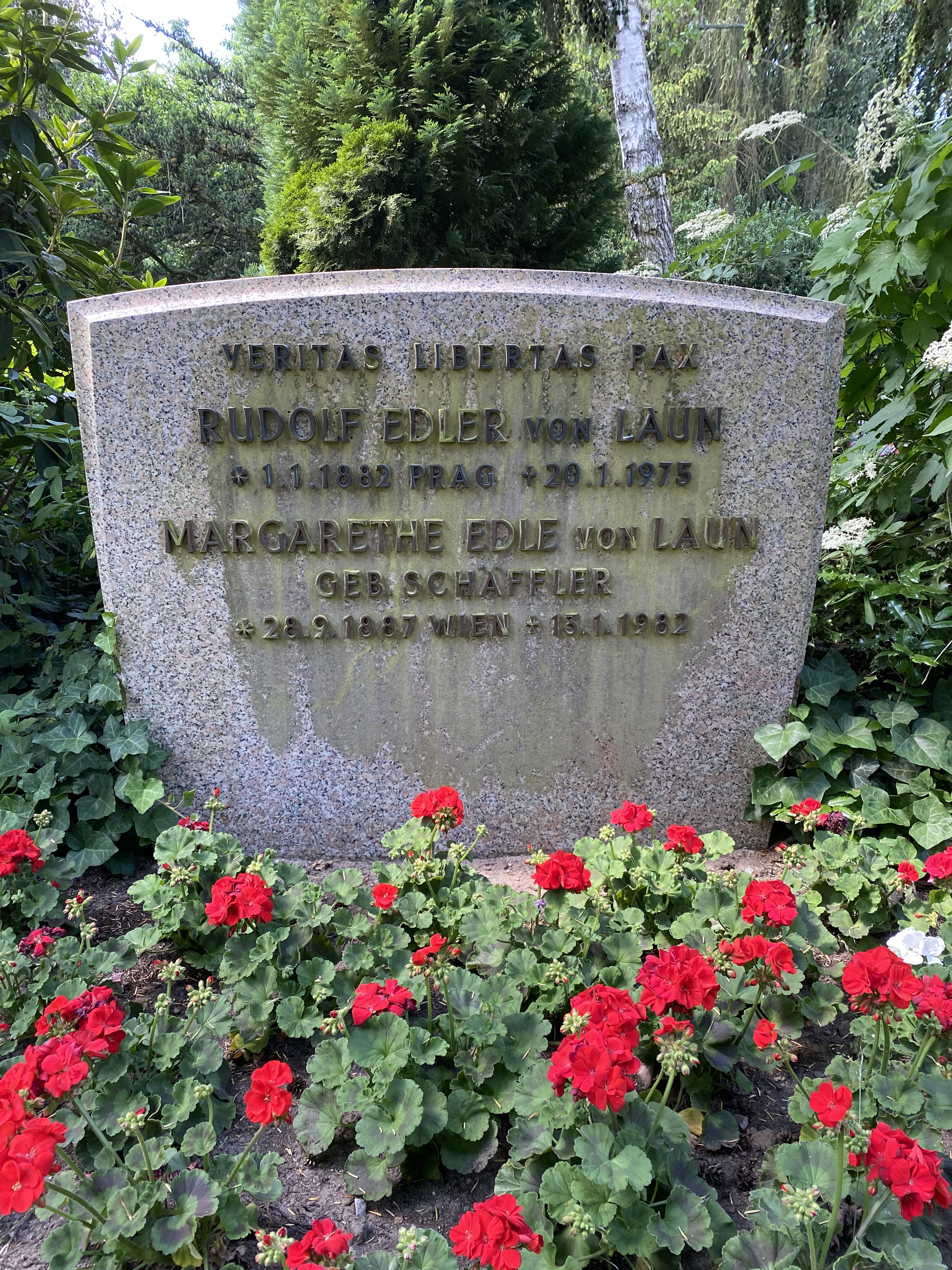
Grabstätte auf dem Friedhof Ahrensburg

Am Ersten Weltkrieg nahm Laun als Leutnant der Reserve teil und wurde mehrfach ausgezeichnet. Unter dem Eindruck der Kriegserlebnisse wandelte er sich jedoch zum Pazifisten und engagierte sich in der Friedensbewegung. 1917 wurde er daher vom Kriegsdienst freigestellt und in das k.k. Ministerratspräsidium versetzt. Nach Kriegsende berief ihn die neue Regierung Karl Renner als Referent für Nationalitätenfragen ins Staatsamt für Äußeres; in dieser Eigenschaft gehörte Laun im Frühjahr 1919 auch der österreichischen Delegation bei den Friedensverhandlungen über den Vertrag von Saint-Germain an.
Im Herbst 1919 wurde Laun als Ordinarius für Öffentliches Recht an die neugegründete Universität Hamburg berufen und wurde hier 1924 und 1925 zweimal hintereinander zum Rektor gewählt. Im Nebenamt wirkte er hier seit 1922 als Mitglied des Hamburgischen Oberverwaltungsgerichts. Ebenfalls 1922 trat Laun in die SPD ein und war neben Eduard Heimann der einzige sozialdemokratische Lehrstuhlinhaber in Hamburg. Zugleich trat er als überzeugter Sudetendeutscher für die Vereinigung Deutschösterreichs mit dem Deutschen Reich ein und engagierte sich im Verein für das Deutschtum im Ausland. Unter Berufung auf dieses Engagement gelang es ihm auch nach 1933, seinen Lehrstuhl zu behaupten, musste jedoch auf einen Teil seiner Bezüge und Publikationsmöglichkeiten verzichten und trug sich zeitweise mit Emigrationsplänen, die er jedoch nicht realisierte.
Nach dem Ende des Zweiten Weltkrieges gehörte Laun „zum engen Kreis derer, die glaubwürdig den Übergang zur Demokratie zu repräsentieren vermochten“. Er wurde daher 1945 zunächst zum Prorektor bestellt und 1947 erneut zum Rektor der Hamburger Universität gewählt. Ab 1947 bereitete er außerdem die Wiedergründung der Deutschen Gesellschaft für Völkerrecht vor. Von 1949 bis 1955 war er zudem Präsident des Bremer Staatsgerichtshofs.
In der Öffentlichkeit trat Laun nach 1945 insbesondere als profilierter Verfechter des Heimatrechts der deutschen Ostvertriebenen in Erscheinung. Die Vertreibung der Deutschen aus Osteuropa und die Kriegsgefangenenpolitik der Alliierten interpretierte Laun als Menschenrechtsverletzungen.
Seine letzte Ruhestätte erhielt Rudolf Laun auf dem Friedhof Ahrensburg.

## Auszeichnungen
- Ehrendoktor der Universitäten Innsbruck (1952), Hamburg (1956) und Thessaloniki (1962)
- Medaille für Kunst und Wissenschaft der Freien und Hansestadt Hamburg (1957)
- Großes Bundesverdienstkreuz (1961)
- Österreichisches Ehrenzeichen für Wissenschaft und Kunst (1961)
- Ehrenmitglied der Österreichischen Akademie der Wissenschaften (1961)
- Europäischer Karlspreis der Sudetendeutschen Landsmannschaft (1962)
- Ehrenplakette des Bundes der Vertriebenen (1963)

Außerdem ist seit 1965 ein Hamburger Studentenwohnheim nach Rudolf Laun benannt.